# 유리 쉬쉬킨
유리 쉬쉬킨(러시아어: Юрий Николаевич Шишкин, 1963년 1월 9일 ~ )는 러시아 출신의 축구 선수이다. K리그에서 등록명은 유리쉬쉬킨를 사용하였다.